# Solas (The Answer)
Solas è il quinto album in studio del gruppo musicale rock nordirlandese The Answer, pubblicato il 28 ottobre 2016.

## Tracce
1. Solas – 4:36 (Heatley, Mahon, Neeson, Waters)
2. Beautiful World – 4:20 (The Answer, Neil Davidge)
3. Battle Cry – 6:13 (Heatley, Mahon, Neeson, Waters)
4. Untrue Color – 4:09 (Court Clement, Jaren Johnson, Neil Mason)
5. In This Land – 3:46 (Heatley, Mahon, Neeson, Waters)
6. Thief of Light – 4:06 (Heatley, Mahon, Neeson, Waters)
7. Being Begotten – 4:39 (Heatley, Mahon, Neeson, Waters)
8. Left Me Standing – 4:21 (Heatley, Mahon, Neeson, Waters)
9. Demon Driven Man – 3:28 (Heatley, Mahon, Neeson, Waters)
10. Real Life Dreamers – 4:38 (Tyler Bryant, Neil Mason)
11. Tunnel – 5:03 (Heatley, Mahon, Neeson, Waters)

Durata totale: 49:19

## Formazione
- Cormac Neeson - voce
- Paul Mahon - chitarre, mandolino, voce
- Micky Waters - basso, voce
- James Heatley - batteria